# دست بدست

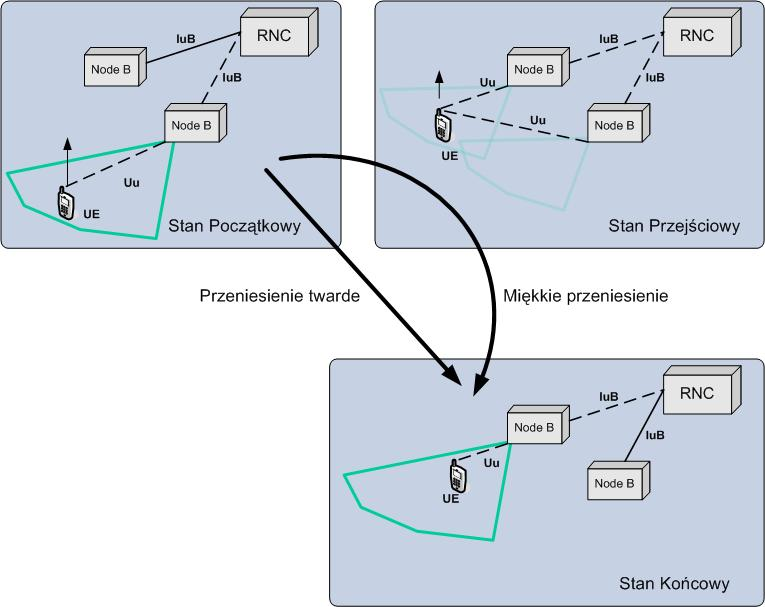
پلن یک شبکه سلولی دست به دست.

در مخابرات شبکه سلولی دست‌بدست (به انگلیسی: Handover) یا دستش‌دِه (به انگلیسی: Hand off) به فرایند انتقال مکالمه یا داده نشستِ در حال انجام از یک کانال متصل به شبکه اصلی به کانال دیگر اشاره دارد. در مخابرات ماهواره‌ای این فرایند انتقال، وظیفه کنترل ماهواره از یک ایستگاه زمینی به دیگری بدون از بین رفتن یا قطع سرویس است.

## اصطلاحگان
انگلیسی آمریکایی از واژه هندآف استفاده می‌کند و این معمولاً در بعضی از سازمان‌های آمریکایی مانند 3GPP2 استفاده می‌شود و در فناوری‌های آمریکایی مانند CDMA2000 آغاز شدن. در زبان انگلیسی بریتانیایی واژه هنداُور بیشتر رایج است و در سازمان‌های بین‌المللی و اروپایی مانند ITU-T، IETF , ETSI و 3GPP و دارای استاندارد در اروپا با استانداردهای سامانهٔ جهانی ارتباطات سیار جی‌اس‌ام و سامانه جهانی مخابرات سیار (UMTS) استفاده می‌شود. واژه هنداُور در انتشارات و ادبیات تحقیقات دانشگاهی بیشتر رایج است، در حالی که هندآف در سازمان‌های ایتیپل‌ایی و ANSI کمی بیشتر است.

## کاربرد
در مخابرات ممکن است دلایل مختلفی وجود داشته باشد که چرا ممکن است دست‌بدست انجام شود:
- هنگامی که یک تلفن خارج از عرصه‌ای حرکت می‌کند که توسط یک سلول پوشیده می‌شود و به عرصه پوششی توسط سلول دیگر وارد می‌شود و این مکالمه به اولین سلول انتقال می‌یابد تا از پایان مکالمه اجتناب شود هنگامی که تلفن به خارج از دامنه اولین سلول می‌رسد.
- هنگامی که این ظرفیت برای اتصال به فراخوانی‌های تازه سلول داده شده مورد استفاده قرار گیرد یا یک مکالمه تازه و موجود از یک تلفن باشد که در عرصه همپوشانی شده توسط سلول دیگر قرار گرفته باشد به آن سلول برای آزادسازی ظرفیت در اولین سلول به کاربران دیگری انتقال می‌یابد که تنها به آن سلول اتصال می‌یابد.
- در شبکه‌های غیردسترسی چندگانه تقسیم کدی (CDMA) هنگامیکه کانال برای تلفن دیگر استفاده می‌شود توسط سلول دیگر با استفاده از کانال مشابه در سلول متفاوت انتقال داده می‌شود این مکالمه به کانال متفاوت در سلول مشابه انتقال داده می‌شود یا به کانال متفاوت در سلول دیگر برای اجتناب از تداخل می‌رود.
- دوباره در شبکه‌های غیر دسترسی چندگانه تقسیم کدی زمانی‌که کاربر از تغییرات رفتاری استفاده می‌کند و هنگامی که یک کاربر جابجاکننده سریع وجود دارد و به سلول چتری وصل است متوقف می‌شود و این مکالمه به یک سلول ماکرو کوچک‌تر یا حتی به سلول میکرو به منظور ظرفیت آزاد به سلول چتری برای کاربران متحرک سریع انتقال داده می‌شود و تعامل نهفته به سلول‌ها یا کاربران دیگر کاهش می‌یابد.
- در شبکه‌های سی‌دی‌ام‌ای ممکن است برای کاهش تداخل به سلول همسایه کوچک‌تر به دلیل اثر «دور-نزدیک»، حتی زمانی که تلفن هنوز اتصال عالی به سلول فعلی خود دارد، دست‌بدست شود (پایین‌تر را ببینید).
- غیره

اصولی‌ترین شکل دست‌بدست کردن زمانی است که مکالمه تلفنی در حال پیشرفت از سلول اخیر آن جهت‌یابی می‌شود و کانال استفاده شده در آن سلول به سلول تازه است و به یک کانال تازه وصل می‌شود.
در شبکه‌های زمینی این منبع و سلول‌های هدف از دو سایت سلولی متفاوت یا از یکی و سایت سلولی مشابه حفاظت می‌شوند. به چنین دست‌بدست کردنی که منبع و سلول هدف سلول‌های متفاوت هستند دست‌بدست کردن درون سلولی نامیده می‌شوند.
هدف از دست‌بدست کردن درون سلولی نگهداری سلول به صورت مشترک است که به خارج از عرصه‌ای حرکت می‌کند که توسط سلول منبع و عرصه زمینی سلول هدف پوشش داده می‌شود.
یک مورد خاص ممکن می‌شود هنگامی که منبع و هدف یکی هستند و سلول مشابه تنها به کار می‌رود تنها کانال مورد استفاده به هنگام دست‌بدست کردن تغییر می‌کند. چنین دست‌بدست کردنی که سلول تغییر نمی‌کند دست‌بدست کردن فرا سلولی نامیده می‌شود. هدف دست‌بدست کردن میان سلولی تغییر کانالی است که ممکن است مداخله کند یا با کانال محوسازی کمتر و تازه به کار رود.

## دسته‌بندی
دست‌بدست کردن می‌تواند بسته به روش مورد استفاده می‌تواند به صورت زیر دسته‌بندی شود:
1. دست‌بدست کردن تحت کنترل شبکه
2. دست‌بدست کردن با کمک تلفن همراه
3. دست‌بدست کردن تحت کنترل شبکه بی‌سیم

## گونه‌ها
علاوه بر طبقه‌بندی درون و برون سلولی دست‌بدست کردن‌ها به دو دسته نرم و سخت تقسیم‌بندی می‌شوند:
- دست‌بدست کردن سخت: یکی از دست‌بدست کردن‌هایی است که کانال در سلول منبع رها می‌شود و سپس کانال در سلول هدف درگیر می‌شود. سپس اتصال به منبع قبل از اتصال به هدف ایجاد شده از بین می‌رود به همین خاطر چنین دست‌بدست کردن‌هایی معروف به قطع-قبلِ-وصل (break-before-make) هستند. دست‌بدست کردن‌های سخت به‌طور هم‌زمان برای به کمینه رساندن به قطع مکالمه به کار می‌روند. یک دست‌بدست کردن سخت توسط مهندسان شبکه به‌عنوان حادثه‌ای در مکالمه دریافت می‌شود.
- دست‌بدست کردن نرم: دست‌بدست کردنی است که کانال در سلول منبع حفاظت می‌شود و در حالی به کار می‌رود که موازی با آن کانال در سلول هدف است. در این مورد اتصال به هدف قبل از اتصال به منبع شکسته شده ایجاد می‌شود با این وجود این دست‌بدست کردن درست شدن قبل از شکستن نامیده می‌شود. این وقفه طی زمانی صورت می‌پذیرد که دو رابط به‌طور موازی استفاده می‌شوند و ممکن است خلاصه یا معتبر باشد یک دست‌بدست کردن نرم ممکن است شامل استفاده از رابط‌ها به بیشتر از دو سلول باشد یعنی اتصال به سه یا چند سلول که توسط یک تلفن در زمان مشابه نگه داشته می‌شود. مورد بعدی برتری بیشتری دارد و هنگامیکه چنین اتصالی در هر دو لینک پایین و بالا قرار می‌گیرد این نوع دست‌بدست کردن به صورت نرم است دست‌بدست کردن‌های نرم ممکن می‌شوند زمانی‌که سلول‌ها درگیر در دست‌بدست کردنی هستند که دارای یک سایت سلولی واحد هستند.

## مقایسه
یکی از برتری دست‌بدست کردن سخت، آن است که در هر لحظه زمانی یک مکالمه تنها از یک کانال استفاده می‌کند. حادثه دست‌بدست کردن سخت احتمالاً بسیار کوتاه است و معمولاً قابل پذیرش توسط کاربر نیست. در سامانه‌های آنالوگ قدیمی، هدآف سخت به صورت یک کلیک شنیده می‌شود یا یک صدای بسیار کوتاه در سامانه‌های دیجیتالی است که قابل ملاحظه نیستند. برتری دیگر دست‌بدست کردن سخت این است که سخت‌افزار تلفن نیاز به دریافت دو یا چند کانال موازی ندارد که آن را ارزان‌تر یا ساده‌تر سازند. یکی از معایب آن این است که اگر دست‌بدست کردن با موفقیت صورت نگیرد مکالمه با نقص مواجه می‌شود یا به صورت غیر نرمال پایان می‌پذیرد. به هر حال با ایجاد این رابط که همیشه ممکن نیست و حتی هنگامی که امکان دارد این فرایند باعث آسیب موقت به مکالمه می‌شود.
یکی از برتری‌های دست‌بدست کردن‌های نرم این است که اتصال به سلول منبع تنها زمانی شکسته می‌شود که رابط موثق به سلول هدف ایجاد شده باشد و بنابراین این‌ها شانس‌هایی هستند که سلول به‌طور غیرطبیعی به علت عدم موفقیت دست‌بدست کردنی که پائین‌تر است پایان می‌پذیرد. محوسازی و تداخل در کانال‌های متفاوت نامربوط هستند و بنابراین احتمال آن‌ها در یکی از لحظات مشابه در کانال‌هایی رخ می‌دهد که بسیار پایین هستند؛ بنابراین موثق بودن این رابط بالاتر می‌رود زمانی‌که مکالمه در یک دست‌بدست کردن نرم است. چون در یک شبکه سلولی حداکثر دست‌بدست کردن در مکان‌هایی از محوسازی رخ می‌دهد.
دست‌بدست کردن‌های نرم یا محوسازی در یک کانال واحد بحرانی نیست. این برتری باعث هزینه بیشتر سخت‌افزار در تلفنی می‌شود که باید قادر به پردازش چند کانال در یک مکالمه باشد. قطعه دیگری که برای دست‌بدست کردن‌های نرم به کار می‌رود استفاده از چندین کانال در شبکه برای حمایت از یک مکالمه است. این باعث کاهش تعداد کانال‌های آزاد نگهدارنده و کاهش ظرفیت شبکه می‌شود.
با تنظیم مدت زمان دست‌بدست کردن‌های نرم و اندازه عرصه‌هایی که رخ می‌دهد مهندسان شبکه، برتری موثق مکالمه را در برابر قیمت ظرفیت کاهش‌یافته، متعادل می‌سازند.

## امکان‌پذیری
در حالیکه در گفتگوی تئوری دست‌بدست کردن‌های نرم در هر فناوری ممکن می‌شوند و به صورت آنالوگ یا دیجیتال هستند هزینه به‌کارگیری آن‌ها برای فناوری‌های آنالوگ بسیار بالاست و هیچ‌کدام در فناوری‌های گذشته با داشتن چنین ویژگی موفق نبودند. از فناوری‌های دیجیتال آن‌ها بر پایه تقسیم فرکانس با دسترسی چندگانه (FDMA) با هزینه بیشتر برای تلفن‌ها مواجه می‌شوند و بعضی‌ها بر پایه دسترسی چندگانه بخش زمانی (TDMA) یا ترکیبی از TDMA-FDMA هستند که اصولاً به تکمیل گسترده سخت‌افزارهای نرم اجازه نمی‌دهند. به هر حال هیچ‌کدام از فناوری‌های دارای این ویژگی نیستند. از طرف دیگر همه فناوری‌های دسترسی چندگانه تقسیم کدی و 2G و 3G دارای دست‌بدست کردن‌های نرم هستند.
در همه فناوری‌های تجاری اخیر بر پایه FDMA یا ترکیبی از TDMA-FDMA تغییر کانال در دست‌بدست کردن سخت با تغییر جفت فرکانس‌های دریافتی / انتقالی به کار رفته قابل تشخیص است.

## پیاده‌سازی
برای تشخیص عملی دست‌بدست کردن‌ها در یک شبکه سلولی هر سلول به فهرستی از سلول‌های هدف نهفته اختصاص داده می‌شود که برای مکالمه‌های دست‌بدست کردنی برای سلول منبع به آن‌ها استفاده می‌شود. این سلول‌های هدف نهفته سلول‌های همسایه نامیده می‌شوند و این فهرست فهرست همسایه نامیده می‌شود.
با ایجاد چنین فهرستی برای سلول دریافتی در داده‌های ورودی از مقیاس‌های زمینه‌ای یا پیش‌بینی طول موج رادیویی در عرصه‌ها توسط سلول‌ها پوشش داده می‌شوند.
طی یک مکالمه یک یا چند پارامتر از سیگنال در کانال در منبع سلول نظارت می‌شود و برای تصمیم‌گیری دربارهٔ ضرورت استفاده از کدام دست‌بدست کردن، ارزیابی می‌شود. این دست‌بدست کردن توسط تلفن یا ایستگاه اساسی سلول منبع در همه سامانه‌ها درخواست می‌شود.
در اغلب سامانه‌ها مخصوصاً دسترسی چندگانه تقسیم کدی یک کاندید مورد نظر در میان سلول‌های انتخاب می‌شود که در فهرست همسایه نیست این در تلاش برای کاهش احتمال خطا به علت اثر نهایی بیان شده انجام می‌شود.
در سامانه‌های آنالوگ پارامترهای به کار رفته به عنوان معیارها برای درخواست یک دست‌بدست کردن سخت معمولاً توان سیگنال دریافتی یا نسبت سیگنال دریافتی به اختلال هستند. در سامانه‌های دسترسی چندگانه تقسیم کدی نسل دوم شبکه تلفن همراه (2G) و نسل سوم شبکه تلفن همراه (3G) و معمول‌ترین معیار برای درخواست دست‌بدست کردنی هستند که با نسبت IO/EC در کانال و توان کد سیگنال دریافت‌شده اندازه‌گیری می‌شود.
در سامانه‌های دسترسی چندگانه تقسیم کدی هنگامیکه تلفن در دست‌بدست کردن نرم به‌طور هم‌زمان به چندین سلول وصل می‌شود این دریافت‌کننده سیگنال‌های موازی با استفاده از یک رسیور است. هر سیگنال توسط یک RANK FINGER معروف اندازه‌گیری می‌شود. یک طراحی معمول رسیور در تلفن‌های موبایل شامل سه یا چند فینگر است که در حالت دست‌بدست کردن نرم برای پردازش سیگنال‌ها از سلول‌های زیادی استفاده می‌شود و یک حالت اضافی برای سرچ برای سیگنال‌ها از سلول‌های دیگر استفاده می‌شود. این سلول‌ها در فهرست همسایه با فرکانس بیشتر از بقیه چک می‌شوند و بنابراین دست‌بدست کردن با سلول همسایه مشابه است و به همراه سلول‌های دیگر خارج از فهرست همسایه اجازه داده می‌شوند. این‌ها دست‌بدست کردن‌های فناوری داخلی هستند که از فناوری دسترسی به دیگری انتقال داده می‌شوند. برای نمونه یک مکالمه از GSM به UMTS یا از دسترسی چندگانه تقسیم کدی IS-95 به دسترسی چندگانه تقسیم کدی انتقال داده می‌شود.